# 朗德芒德 (堪薩斯州)
朗德芒德（英語：Roundmound）是位於美國堪薩斯州奧斯伯恩縣的一個鬼鎮。

## 歷史
朗德芒德的郵政局於1894年設立，直到1904年結束營運。現時朗德芒德沒有任何遺址存在。

## 地理
朗德芒德所處的海拔為高於海平面610米（即2001英呎），而該地所採用的時區為UTC-6，即北美中部時區（CST）。同時該地設有夏令時間，為UTC-6調快一小時，即UTC-5（CDT）。